# Павлова, Лидия Петровна
Лидия Петровна Павлова (девичья фамилия Печкова, 1929—2015) — советский и российский учёный, доктор экономических наук, профессор.
Автор многих трудов. Под её редакцией были выпущены учебники и учебные пособия: «Финансы местных органов власти», «Государственный бюджет СССР», «Финансы предприятий и отраслей народного хозяйства» и другие.

## Биография
Родилась 31 октября 1929 года в поселке Пролетарский Серпуховского района Московской области.
После окончания школы в 1947 году поступила на Факультет международных финансовых отношений Московского финансового института (МФИ, ныне Финансовый университет при Правительстве Российской Федерации), который окончила в 1952 году. В 1952—1956 годах обучалась в аспирантуре МФИ, которую завершила защитой кандидатской диссертации. Затем, работая во Всесоюзном заочном финансово-экономическом институте (ныне также Финансовый университет), прошла путь от преподавателя до заведующей кафедрой «Государственный бюджет и финансы отраслей народного хозяйства», которой бессменно руководила более 20 лет. В течение десяти лет Л. П. Павлова возглавляла Факультет повышения квалификации руководящего состава работников финансово-кредитной системы.
С 1970-х годов являлась экспертом (консультантом) сводного бюджетного комитета Верховного Совета СССР от Министерства финансов РСФСР. Была представителем СССР в Международном союзе местных органов власти, принимала участие в работе его ежегодных конгрессов, выступала с докладами от российской стороны на конгрессах и симпозиумах. В 1979 году защитила докторскую диссертацию на тему «Финансы местных органов управления (сравнительный анализ финансов местных органов управления СССР и зарубежных стран)».
С 1994 года — заведующая кафедрой «Налоги и налогообложение» Финансовой академии. Проходила стажировку по проблемам финансов местных органов самоуправления в Лондонской школе экономики; по проблемам финансов и налогообложения природных ресурсов — в Торонтском университете Канады; по проблемам межбюджетных отношений и налогов местных органов власти — в Нидерландах. Ею создана научная школа в области бюджета, финансов предприятий, финансов зарубежных стран, налогов и налогообложения, в рамках которой проводятся исследования проблем, стоящих перед современной российской наукой и практикой. Она была постоянным членом Международной фискальной ассоциации, где неоднократно выступала с докладами. В течение ряда лет принимала участие в Международных нефтяных форумах и конгрессах (Лондон, Оттава, Осло, Стокгольм). Под её руководством защищены более ста диссертаций на соискание научных степеней докторов и кандидатов наук.
За годы работы Павлова опубликовала более 230 научных и методических трудов, является научным редактором трёхтомного издания «Налоговое планирование на предприятиях и в организациях (оптимизация и минимизация налогообложения)», а также автором и руководителем раздела «Налоги» «Финансово-кредитного энциклопедического словаря» (2002).
Наряду с научной и преподавательской деятельностью занималась общественной. Была советником Министра Российской Федерации по налогам и сборам, действительным членом Академии экономических наук и предпринимательской деятельности России, членом экспертного совета Счётной палаты РФ, председателем Учебно-методического совета Палаты налоговых консультантов. Также была член редколлегий журналов «Финансы», «Управленческий учет» и «Экономические и гуманитарные науки».
Умерла 1 апреля 2015 года в Москве.

### Семья
Дочь: Козлова Ольга Львовна (08.06.1955 н-в директор Частного учреждения профессионального образования "Краснознаменский городской колледж" (ЧУПО "КГК"))
Сын: Павлов Алексей Львович (15.10.1959)

## Награды
- Благодарность Президента Российской Федерации[1].
- Ордена «Знак Почёта» и «Дружбы» (Вьетнам), а также ряд медалей, в числе которых «За доблестный труд в Великой Отечественной войне 1941—1945 гг.», «Ветеран труда», «За доблестный труд. В ознаменование 100-летия со дня рождения Владимира Ильича Ленина», «В память 850-летия Москвы».
- Почётные нагрудные знаки «Почётный работник высшего профессионального образования РФ» и «Заслуженный деятель науки РФ».